# Arto Paasilinna
Arto Tapio Paasilinna (Kittilä, 20 aprile 1942 – Espoo, 15 ottobre 2018) è stato uno scrittore, giornalista e poeta finlandese.
Spesso considerato il più importante scrittore  finlandese contemporaneo, Paasilinna è conosciuto soprattutto per il forte uso dell'umorismo all'interno dei suoi romanzi. Le sue opere, che sono state tradotte in oltre 45 lingue, hanno superato le 8 milioni di copie vendute in tutto il mondo.
Il suo romanzo più noto è L'anno della lepre, pubblicato nel 1975 e che rappresenta perfettamente lo stile di Arto, impregnato di humor ma allo stesso tempo dedito a complessi temi sociali.
Nel 1994 vince il Premio letterario Giuseppe Acerbi. 

## Biografia
Nato in Lapponia nel 1942, Arto è figlio di Väinö Paasilinna e Hilda-Maria Nato. Cresce con quattro fratelli e due sorelle e coltiva fin da giovane la passione per il giornalismo. 
In gioventù ha lavorato come giornalista e come guardaboschi.
Inizia la sua carriera giornalistica nel quotidiano lappone Lapin kansa; in seguito diventa caporedattore del quotidiano Pohjolan työ e infine collaboratore fisso del più noto periodico di attualità finlandese, Suomen Kuvalehti.
Tra gli anni '60 e la prima metà degli anni '70 scrive numerosi saggi e articoli senza ottenere molto successo. Tra il 1974 e il 1975 decide di abbandonare l'attività giornalistica ritenendola "superficiale e priva di significato"   per dedicarsi esclusivamente all'attività di scrittore. Investe i soldi ricavati dalla vendita della sua barca per autofinanziarsi quello che sarà il suo più grande successo, L'anno della lepre. Questo è il suo terzo romanzo,  ma il primo a riscuotere ampio successo,  tanto da vendere oltre 150.000 mila copie solo in Italia. A seguito della riedizione in italiano del 1994, Paasilinna viene premiato con il premio letterario Giuseppe Acerbi. In patria il romanzo viene per due volte trasposto come opera cinematografica.

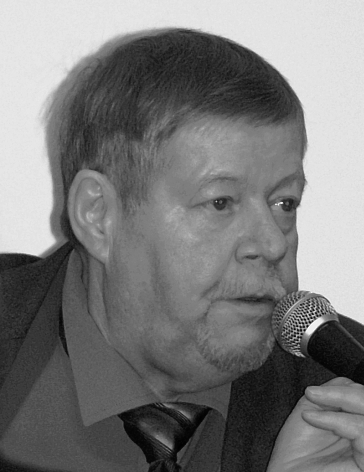
Paasilinna nel 2007

Prosegue la sua attività sul filone del black humor che lo ha reso celebre; tra i suoi romanzi più famosi si ricordano Piccoli suicidi tra amici, L'allegra apocalisse e Il bosco delle volpi impiccate.
È stato uno degli scrittori finlandesi più conosciuti all'estero, dal momento che parte della sua produzione è stata tradotta in 45 lingue. In Italia è stato pubblicato fin dal 1994 dalla casa editrice Iperborea con le introduzioni di Fabrizio Carbone.
Per tutta la sua vita proseguì l'attività di giornalista ma questo non gli impedì di pubblicare un nuovo libro quasi ogni anno (dal 1972 al 2009), infatti in 37 anni ha pubblicato 35 romanzi.
Nell'ultima parte della sua vita Arto è stato oggetto di attenzione mediatica a seguito di numerosi reati commessi, soprattutto riguardo al codice della strada e questione di ordine pubblico. Nel 2008 e nel 2009, mentre viveva a Espoo, Paasilinna è stato al centro dei tabloid finlandesi per il suo comportamento spericolato che lo rese più volte protagonista di guida in stato di ebbrezza e infrazioni di leggi sull'ordine pubblico.
A seguito di un ictus che lo colse nell'ottobre del 2009, Paasilinna fu trasferito in una casa di cura dove comunque proseguì il suo lavoro scrivendo numerosi abbozzi di nuovi romanzi.
È morto a Espoo il 15 ottobre 2018.

## Stile
Arto è ampiamente riconosciuto come uno dei maggiori autori di romanzi dallo stampo umoristico. 
Il suo stile era caratterizzato da un forte senso di velocità e fluidità oltre che per l'evidente vena satirica che percorreva le sue movimentate narrazioni. L'umorismo delle sue opere non stava solamente nelle semplici azioni dei protagonisti ma anche nelle più ampie cornici quasi surreali in cui essi agivano. 
I libri di Paasilinna generalmente riflettono la vita rurale finlandese e in essi vi traspare anche una forte volontà di critica verso il mondo moderno e verso una serie di problemi etici come il suicidio, la depressione e la solitudine.

## Vita privata
Nel 1972 Arto ha sposato Terttu Annikki Paasilinnan e i due sono rimasti insieme fino alla sua morte. Egli aveva inoltre due figli avuti dal precedente matrimonio con Hilkka Onerva Nousun (dal 1963 al 1967).

## Opere
Nella sua vita Paasilinna è stato autore di 36 romanzi. 19 dei suoi romanzi sono stati tradotti anche in lingua italiana anche se alcune opere rimangono ad oggi non tradotte.
- Operaatio Finlandia, Weilin+Göös, 1972.
- Paratiisisaaren vangit, Weilin+Göös, 1974
  - Prigionieri del paradiso, Iperborea, tradotto nel 2009, ISBN 978-88-7091-177-0.
- Jäniksen vuosi, Weilin+Göös, 1975
  - L'anno della lepre, Iperborea, tradotto nel 1994, ISBN 88-7091-040-7.
- Onnellinen mies, Weilin+Göös, 1976
  - Un uomo felice, Iperborea, tradotto nel 2021, ISBN 978-88-7091-643-0.
- Isoisää etsimässä, WSOY, 1977.
- Sotahevonen, WSOY, 1979.
- Herranen aika, WSOY, 1980.
- Ulvova mylläri, WSOY, 1981
  - Il mugnaio urlante, Iperborea, tradotto nel 1997, ISBN 88-7091-066-0. Guanda, 2003, ISBN 88-8246-634-5
- Kultainen nousukas, WSOY, 1982.
- Hirtettyjen kettujen metsä, WSOY, 1983
  - Il bosco delle volpi impiccate, Iperborea, tradotto nel 1996, ISBN 88-7091-057-1. Guanda, 2000, ISBN 88-8246-252-8.
- Ukkosenjumalan poika, WSOY, 1984
  - Il figlio del dio del tuono, Iperborea, tradotto nel 1996, ISBN 88-7091-057-1. Guanda, 1998, ISBN 88-7091-074-1)
- Parasjalkainen laivanvarustaja, WSOY, 1985.
- Vapahtaja Surunen, WSOY, 1986
  - Il liberatore dei popoli oppressi, Iperborea, tradotto nel 2015, ISBN 978-88-7091-454-2.
- Koikkalainen kaukaa, WSOY, 1987.
- Suloinen myrkynkeittäjä, WSOY, 1988
  - I veleni della dolce Linnea, Iperborea, tradotto nel 2003, ISBN 88-7091-117-9.
- Auta armias, WSOY, 1989.
- Hurmaava joukkoitsemurha, WSOY, 1990
  - Piccoli suicidi tra amici, Iperborea, tradotto nel 2006, ISBN 88-7091-139-X.
- Elämä lyhyt, Rytkönen pitkä, WSOY, 1991
  - Lo smemorato di Tapiola, Iperborea, tradotto nel 2001, ISBN 88-7091-098-9.
- Maailman paras kylä, WSOY, 1992
  - L'allegra apocalisse, Iperborea, tradotto nel 2010, ISBN 978-88-7091-189-3.
- Aatami ja Eeva, WSOY, 1993
  - Aadam ed Eeva, Iperborea, tradotto nel 2019, ISBN 978-88-7091-615-7
- Volomari Volotisen ensimmäinen vaimo ja muuta vanhaa tavaraa, WSOY, 1994
  - La prima moglie e altre cianfrusaglie, Iperborea, tradotto nel 2016, ISBN 978-88-7091-470-2.
- Rovasti Huuskosen petomainen miespalvelija, WSOY, 1995
  - Il migliore amico dell'orso, Iperborea, tradotto nel 2008, ISBN 88-7095-162-6.
- Lentävä kirvesmies, WSOY, 1996.
- Tuomiopäivän aurinko nousee, WSOY, 1997.
- Hirttämättömien lurjusten yrttitarha, WSOY, 1998
  - La fattoria dei malfattori, Iperborea, tradotto nel 2013, ISBN 978-88-7091-523-5.
- Hirnuva maailmanloppu, WSOY, 1999.
- Ihmiskunnan loppulaukka, WSOY, 2000.
- Kymmenen riivinrautaa, WSOY, 2001
  - Le dieci donne del cavaliere, Iperborea, tradotto nel 2011, ISBN 978-88-7091-500-6.
- Liikemies Liljeroosin ilmalaivat, WSOY, 2003.
- Tohelo suojelusenkeli, WSOY, 2004
  - Professione angelo custode, Iperborea, tradotto nel 2014, ISBN 978-88-7091-536-5.
- Suomalainen kärsäkirja, WSOY, 2005
  - Emilia l'elefante, Iperborea, tradotto nel 2018, ISBN 978-88-7091-487-0.
- Kylmät hermot, kuuma veri, WSOY, 2006
  - Sangue caldo, nervi d'acciaio, Iperborea, tradotto nel 2012, ISBN 978-88-7091-509-9.
- Rietas rukousmylly, WSOY, 2007
- Neitosten karkuretki, WSOY, 2008
- Elävänä omissa hautajaisissa, WSOY, 2009
- Laki vaatii vainajia, WSOY, 2019

Fumetti
- Ronkoteus. Sarjakuvateos romaanista Lentävä kirvesmies, WSOY, 2002 (Ronkoteus il carpentiere volante, Edizioni BD, tradotto nel 2011, ISBN 978-88-6123-868-8). Adattamento di Hannu Lukkarinen.

Altre opere
- Karhunkaataja Ikä-Alpi, 1964 – prima opera pubblicata
- Kansallinen vieraskirja, graffiitti eli vessakirjoituksia, 1971
- Seitsemän saunahullua suomalaista, 1984
- Kymmenen tuhatta vuotta, 1986
- Yhdeksän unelmaa, 2002
- Sadan vuoden savotta, 2003

## Riconoscimenti

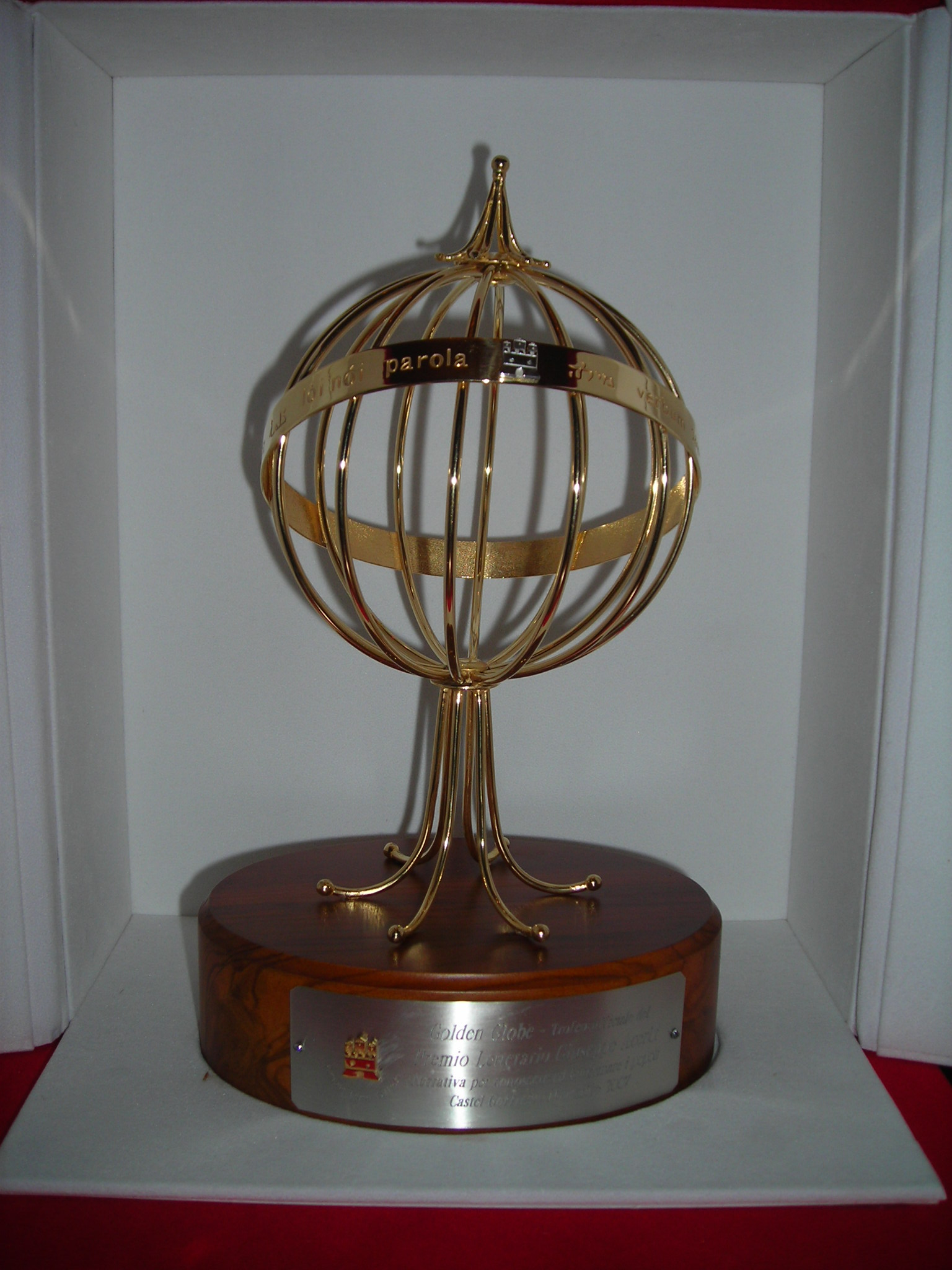
Premio letterario Giuseppe Acerbi.

- 1994 - Premio letterario Giuseppe Acerbi per il romanzo L'anno della lepre.